# Testudomyces verrucosus
Testudomyces verrucosus är en svampart som beskrevs av M. Solé, Cano & Guarro 2002. Testudomyces verrucosus ingår i släktet Testudomyces och familjen Gymnoascaceae.   Inga underarter finns listade i Catalogue of Life.